# Động đất Cumaná 1929
Động đất Cumaná 1929 (tiếng Tây Ban Nha: Terremoto de Cumaná de 1929) là trận động đất xảy ra vào lúc 7:45 (VET), ngày 17 tháng 1 năm 1929. Trận động đất có cường độ 6.7 richter, tâm chấn độ sâu khoảng 10 km. Động đất đã gây ra sóng thần cao đến 3 m. Hậu quả trận động đất đã làm 200–1.600 người chết, 800 người bị thương.